# Tronle
Tronle est un hameau belge de la commune de Bertogne, en province de Luxembourg (Région wallonne).
Avant la fusion des communes, il faisait administrativement partie de la commune de Flamierge.

## Situation
Tronle est un hameau ardennais placé à la naissance d'un vallon où coule le petit ruisseau de Tronle qui alimente un étang au centre de la localité. Le hameau est situé entre les hameaux de Salle et Troismont au nord et le village de Flamierge au sud-est.
La route nationale 4 passe à environ 800 m au sud-ouest de Tronle.
On n'y recense aucun édifice religieux. Le hameau est formé d'une vingtaine d'habitations.

## Tourisme
Tronle possède des gîtes ruraux d'une capacité de 36 places.